# Ludvík August z Fürstenbergu-Stühlingenu
Ludvík August Egon Jan Maria z Fürstenberg-Stühlingenu (německy Ludwig August Egon Johann Maria zu Fürstenberg-Stühlingen, 4. února 1705, Aschaffenburg – 10. listopadu 1759, Linec) byl německý šlechtic, lankrabě z Fürstenberg-Stühlingen-Weitra a generál rakouské císařské armády.

## Život

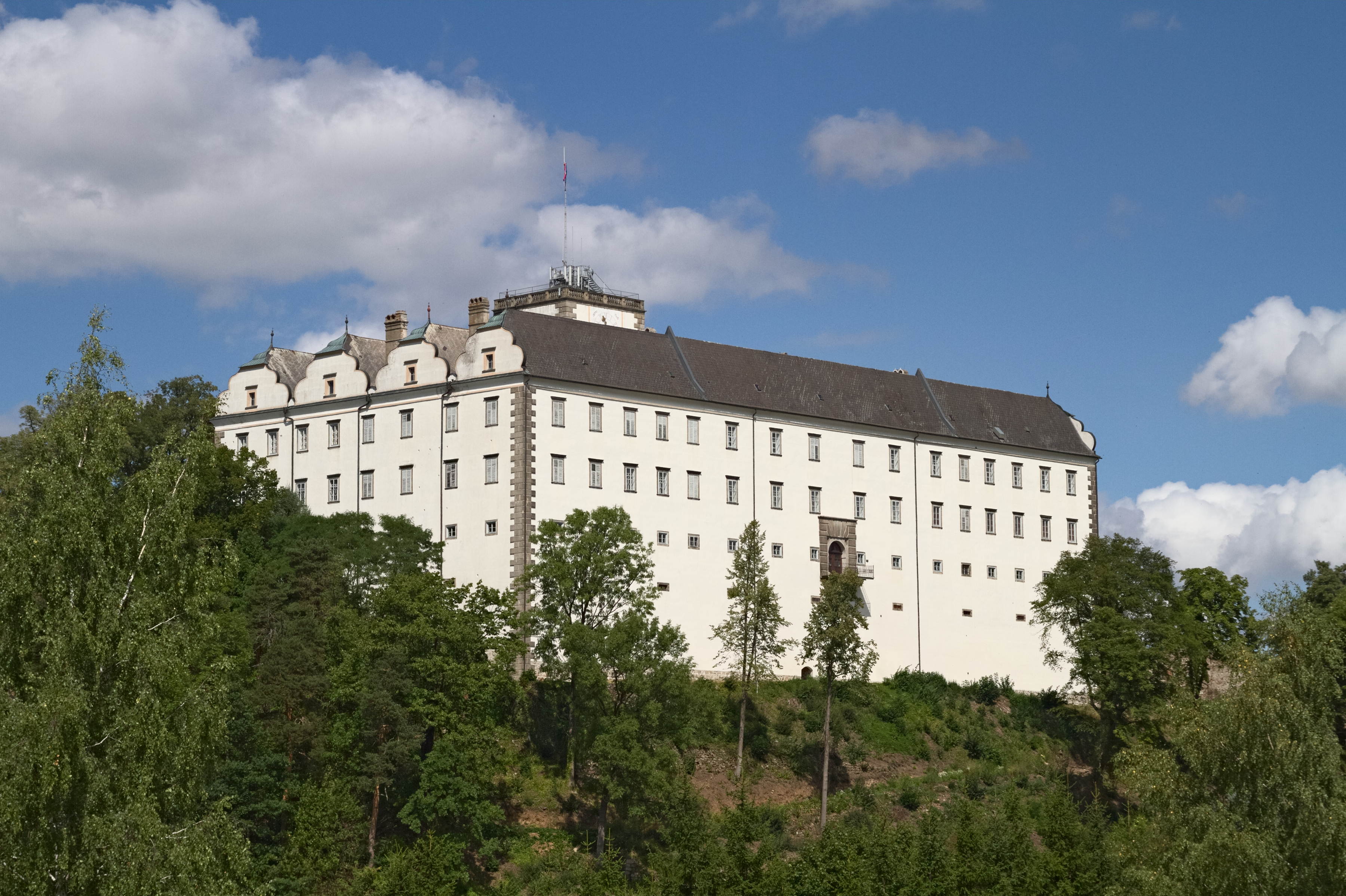
Palác Vaitra

Narodil se jako druhý syn lankraběte Prospera Ferdinanda z Fürstenberg-Stühlingenu (1662–1704) a jeho manželky hraběnky Anny Žofie Eusebie z Königsegg-Rotenfelsu (1674–1731), dcery hraběte Leopolda Viléma z Königsegg-Rotenfelsu (1630–1694) a Marie Polyxeny z Scherffenbergu († 1683).
Byl bratrem Josefa Viléma Arnošta z Fürstenbergu (1699–1762), od prosince 1716, prvního vládnoucího knížete a lankraběte z Fürstenbergu (1744–1762).
Jeho otec Prosper Ferdinand byl 21. listopadu 1704 zabit v bitvě při obléhání Landau. Kvůli zachování rodinného majetku, vydal v roce 1701 primogenituru. Po jeho předčasné smrti převzali opatrovnictví strýcové a bratranci. Území Stühlingenu si rozdělili bratři Ludvík August Egon a Josef Vilém Arnošt.
Ludvík August zahájil vojenskou kariéru v císařských službách, kde dosáhl hodnosti generála. Založil rakouskou linii Fürstenbergů, která vlastnila pozemky v Rakousku a na Moravě. 29. července 1755 Ludvík August Egon získal Fürstenberg-Weitru v Dolním Rakousku.
Zemřel 10. listopadu 1759 v Linci ve věku 54 let.

### Rodina a potomstvo
Ludvík August se dne 8. listopadu 1745 v Hohen-Altheimu oženil s hraběnkou Marií Annou Josefou Terezií Walburgou Fuggerovou z Kirchberg-Weissenhornu (21. května 1719, Zinnenberg – 11. ledna 1784, Linec), vdovou po hraběti Janu Karlu Bedřichovi z Oettingen-Wallersteinu (1715–1744), dcerou Maxmiliána Josefa Fuggera z Kirchberg-Weissenhornu (1677–1751). Měli dva syny, kteří se dožili dospělosti:
- Karel August Bedřich Josef Egon (16. ledna 1747 – 22. dubna 1747)
- Jáchym Egon (22. prosince 1749, Ludwigsburg – 26. ledna 1828, Vídeň), lankrabě z Fürstenbergu-Weitry, oženil se 18. srpna 1772 ve Wallersteinu s hraběnkou Žofií Marií Terezií Walburgou z Öttingen-Wallersteinu (9. prosince 1751 – 21. května 1835)
- Karel Bedřich Josef Maxmilián August z Fürstenbergu-Weitry (24. dubna 1751, Ludwigsburg – 1. července 1814, Valašské Meziříčí), hrabě, lankrabě z Fürstenbergu-Weitry, od roku 1776 ženatý s hraběnkou Marií Josefou Annou Teklou ze Schallenbergu (8. srpna 1748 – 10. června 1783). Podruhé se oženil 12. května 1784 s hraběnkou Johanou ze Žerotína-Lilgenau (12. února 1771 – 20. listopadu 1785), a potřetí 12. května 1787 s hraběnkou Marií Josefou ze Žerotína (11. února 1771 – 5. dubna 1857)

Marie Anna Josefa byla milenkou bavorského kurfiřta Karla VII. Albrechta (6. srpna 1697, Brusel – 20. ledna 1745, Mnichov), v letech 1742–1745 římského císaře.